# Luo Zhijun

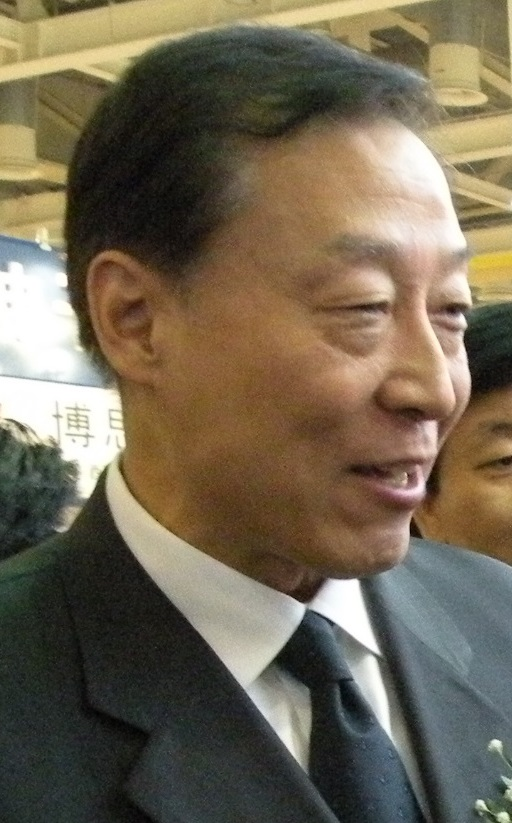
Luo Zhijun

Luo Zhijun (chinesisch 罗志军; * November 1951 in Linyuan, Provinz Liaoning; † 1. April 2023 in Peking) war ein Politiker in der Volksrepublik China. 

## Werdegang
Luo trat 1969 der Kommunistischen Partei Chinas bei.
Nach Tätigkeiten im Kommunistischen Jugendverband Chinas, zuletzt ab 1990 in dessen Zentralkomitee, wechselte er 1995 als Vize-Bürgermeister nach Nanjing. Ab 2002 übernahm er das Amt des Bürgermeisters und war zusätzlich ab 2003 auch Parteisekretär der Stadt.
Luo war von 2008 bis 2011 Gouverneur der Provinz Jiangsu. Ab November 2011 war er Parteisekretär dieser Provinz.
Luo war ab 2007 Kandidat des Zentralkomitees der Kommunistischen Partei Chinas.